# Escola de Guerra
Escola de Guerra foi a designação dada à academia de formação de oficiais do Exército Português no período de 1911 a 1919. A Escola de Guerra resultou da transformação, em resultado da proclamação da República Portuguesa, da Escola do Exército que havia sido fundada em 12 de Janeiro de 1837, por iniciativa de Bernardo de Sá Nogueira de Figueiredo, 1.º marquês de Sá da Bandeira. Apesar da mudança de designação, que seria aliás efémera, os objectivos da instituição não se alteraram significativamente.
Escola de Guerra foi assim uma das designações da instituição que deu origem à actual Academia Militar, hoje um estabelecimento militar de ensino superior, integrado no sistema universitário português, que forma oficiais para os quadros do Exército Português e da Guarda Nacional Republicana. A sua divisa, mantida da anterior Escola, é Dulce et Decorum est pro Pátria Mori (É doce e honroso morrer pela Pátria).
A instituição teve as seguintes denominações:
- Academia Real de Fortificações, Artilharia e Desenho - de 1641 a 1837
- Escola do Exército - de 1837 a 1910
- Escola de Guerra - de 1911 a 1919
- Escola Militar - de 1919 a 1938
- Escola do Exército - de 1938 a 1959.
- Academia Militar - a partir de 1959.